# 斯蒂芬·库里 (演员)
史提芬·庫里（英語：Stephen Curry，1976年5月26日—）是一名澳大利亞男演員和喜劇演員。他出演過眾多電視節目和喜劇節目，並且也出演過一些電影。他的早期戲劇生涯開始於托拉克青年劇場。在2007年，他曾因出演電影而減肥14公斤。